# Религиозная организация
Религио́зная организа́ция — организация, образованная в целях совместного исповедания и распространения веры.

## Определение
Согласно статье 8 Федерального закона от 26.09.1997 № 125-ФЗ «О свободе совести и о религиозных объединениях» религиозная организация — это добровольное объединение граждан, образованное в целях совместного исповедания и распространения веры и в установленном законом порядке зарегистрированное в качестве юридического лица. 

## Религиозная организация в Российской Федерации
Согласно статье 6 ФЗ от 26.09.1997 № 125-ФЗ, религиозное объединение — это добровольное объединение граждан РФ, иных лиц, постоянно и на законных основаниях проживающих на территории России, образованное в целях совместного исповедания и распространения веры и обладающее соответствующими этой цели признаками: вероисповедание; совершение богослужений, других религиозных обрядов и церемоний; обучение религии и религиозное воспитание своих последователей. 
В соответствии со статьёй 14 Конституции Российской Федерации, религиозные объединения отделены от государства и равны перед законом.
Согласно статье 6 ФЗ от 26.09.1997 № 125-ФЗ религиозные объединения могут создаваться в форме религиозных групп и религиозных организаций.
В соответствии со статьёй 8 ФЗ от 26.09.1997 № 125-ФЗ, религиозные организации в зависимости от территориальной сферы своей деятельности подразделяются на местные и централизованные.
1. Местной религиозной организацией признаётся религиозная организация, состоящая не менее чем из десяти участников, достигших возраста восемнадцати лет и постоянно проживающих в одной местности либо в одном городском или сельском поселении.
2. Централизованной религиозной организацией признаётся религиозная организация, состоящая в соответствии со своим уставом не менее чем из трёх местных религиозных организаций.

Религиозные организации имеют налоговые льготы.

## В СССР
Законодательство СССР (до принятия 1 октября 1990 Закона СССР О свободе совести и религиозных организациях) понимало под религиозным объединением «местное объединение верующих граждан, достигших 18 лет, являющихся приверженцами одного и того же культа, вероучения, направления или толка»; религиозное объединение — «добровольная самоуправляющаяся организация, независимая в материальном отношении от религиозного центра (духовного управления) и служителей культа».